# Joana Limaverde
Joana Limaverde Soares Costa Sousa (São Paulo, 4 de setembro de 1975), mais conhecida como Joana Limaverde, é uma atriz, apresentadora, produtora e roteirista brasileira. Ela atualmente apresenta o programa Show de Bebê, no canal por assinatura Bem Simples (Fox Life Brasil).

## Vida e carreira
Joana nasceu em 1975, na cidade de São Paulo, São Paulo. Ela é filha do compositor Ednardo e de Rosane Limaverde, e quando era jovem, a atriz era frequentadora assídua dos shows do pai. Frequentou a Universidade Gama Filho, onde estudou cinema. Começou sua carreira artística em 1988, como Clubete assistente de palco da apresentadora Angélica no programa Clube da Criança da extinta Rede Manchete. Joana Limaverde, permaneceu no programa Clube da Criança até o final de 1989. Joana estreou como diretora no curta Tempo Real, assim como dirigiu, produziu e roteirizou o curta-metragem de ficção científica Tempo Real.
Em 1992, começou a fazer teatro na Casa de Cultura Laura Alvim, no Rio de Janeiro. De 1993 a 2004 fez seis peças teatrais, além de dez novelas nas principais emissoras de televisão. Sua estreia em novelas aconteceu em Tocaia Grande, na extinta TV Manchete, e seu destaque como atriz veio com a novela da TV Globo, Uga Uga.

## Vida pessoal
Afastada da TV desde a novela Malhação, em 2012, Joana se dedicou nesse período à família. A atriz que já viveu com o ator Fernando Vieira, tem Sophia, sua primeira filha, nascida em 2005. Ela atualmente reside em Fortaleza, Ceará, e passou a se dedicar às políticas públicas para artistas e ao audiovisual.

## Filmografia

### Televisão
| Ano     | Título                | Papel                         | Nota |
| ------- | --------------------- | ----------------------------- | ---- |
| 2013    | Malhação              | Débora                        |      |
| 2013    | Se Eu Fosse Você      | —                             |      |
| 2011    | Amor e Revolução      | Stela Lira                    |      |
| 2010    | Uma Rosa com Amor     | Janete                        |      |
| 2008    | Malhação              | Repórter                      |      |
| 2005    | Bang Bang             | Lana                          |      |
| 2003    | Celebridade           | Fabiana Modesto               |      |
| 2002    | Malhação              | Letícia                       |      |
| 2002    | O Quinto dos Infernos | Benedita                      |      |
| 2000    | Uga Uga               | Bruna Arruda Prado            |      |
| 1999    | Vila Madalena         | Marina                        |      |
| 1998    | Estrela de Fogo       | Inaê de Souza                 |      |
| 1997    | Mandacaru             | Neném                         |      |
| 1996    | Xica da Silva         | Catarina                      |      |
| 1995    | Tocaia Grande         | Buriti                        |      |
| 1994    | A Viagem              | Namorada de Tato              |      |
| 1988–89 | Clube da Criança      | Clubete (assistente de palco) |      |